# 윤석열 정부의 국무위원
본 문서는 윤석열 정부의 국무위원 명단을 나타낸 것이다.
| 2022년 5~7월              | 2023년 7월 | 2023년 9월 | 2023년 10월 | 2023년 12월 | 2024년 1월 | 2024년 2월 | 2024년 7월 | 2024년 8월 | 2024년 9월 | 2024년 12월 | 2025년 3월 |        |        |        |
| 대통령 (의장)             | 윤석열     | 윤석열     | 윤석열      | 윤석열      | 윤석열     | 윤석열     | 윤석열     | 윤석열     | 윤석열     | 윤석열      | 윤석열     | 윤석열 |        |        |
| 국무총리 (부의장)         | 한덕수     | 한덕수     | 한덕수      | 한덕수      | 한덕수     | 한덕수     | 한덕수     | 한덕수     | 한덕수     | 한덕수      | 한덕수     | 한덕수 |        |        |
| 부총리 겸 기획재정부 장관 | 추경호     | 추경호     | 추경호      | 추경호      | 최상목     | 최상목     | 최상목     | 최상목     | 최상목     | 최상목      | 최상목     | 최상목 |        |        |
| 부총리 겸 교육부 장관     | 이주호     | 이주호     | 이주호      | 이주호      | 이주호     | 이주호     | 이주호     | 이주호     | 이주호     | 이주호      | 이주호     | 이주호 |        |        |
| 과학기술정보통신부 장관   | 이종호     | 이종호     | 이종호      | 이종호      | 이종호     | 이종호     | 이종호     | 이종호     | 유상임     | 유상임      | 유상임     | 유상임 |        |        |
| 외교부 장관               | 박진       | 박진       | 박진        | 박진        | 박진       | 조태열     | 조태열     | 조태열     | 조태열     | 조태열      | 조태열     | 조태열 | 조태열 | 조태열 |
| 통일부 장관               | 권영세     | 김영호     | 김영호      | 김영호      | 김영호     | 김영호     | 김영호     | 김영호     | 김영호     | 김영호      | 김영호     | 김영호 |        |        |
| 법무부 장관               | 한동훈     | 한동훈     | 한동훈      | 한동훈      | 한동훈     | 한동훈     | 박성재     | 박성재     | 박성재     | 박성재      | 박성재     | 박성재 |        |        |
| 국방부 장관               | 이종섭     | 이종섭     | 이종섭      | 신원식      | 신원식     | 신원식     | 신원식     | 신원식     | 신원식     | 김용현      |            |        |        |        |
| 행정안전부 장관           | 이상민     | 이상민     | 이상민      | 이상민      | 이상민     | 이상민     | 이상민     | 이상민     | 이상민     | 이상민      |            |        |        |        |
| 국가보훈부 장관           | 박민식     | 박민식     | 박민식      | 박민식      | 강정애     | 강정애     | 강정애     | 강정애     | 강정애     | 강정애      | 강정애     | 강정애 |        |        |
| 문화체육관광부 장관       | 박보균     | 박보균     | 박보균      | 유인촌      | 유인촌     | 유인촌     | 유인촌     | 유인촌     | 유인촌     | 유인촌      | 유인촌     | 유인촌 |        |        |
| 농림축산식품부 장관       | 정황근     | 정황근     | 정황근      | 정황근      | 송미령     | 송미령     | 송미령     | 송미령     | 송미령     | 송미령      | 송미령     | 송미령 |        |        |
| 산업통상자원부 장관       | 이창양     | 이창양     | 방문규      | 방문규      | 방문규     | 안덕근     | 안덕근     | 안덕근     | 안덕근     | 안덕근      | 안덕근     | 안덕근 | 안덕근 |        |
| 보건복지부 장관           | 조규홍     | 조규홍     | 조규홍      | 조규홍      | 조규홍     | 조규홍     | 조규홍     | 조규홍     | 조규홍     | 조규홍      | 조규홍     | 조규홍 |        |        |
| 환경부 장관               | 한화진     | 한화진     | 한화진      | 한화진      | 한화진     | 한화진     | 한화진     | 김완섭     | 김완섭     | 김완섭      | 김완섭     | 김완섭 | 김완섭 |        |
| 고용노동부 장관           | 이정식     | 이정식     | 이정식      | 이정식      | 이정식     | 이정식     | 이정식     | 이정식     | 김문수     | 김문수      | 김문수     | 김문수 |        |        |
| 여성가족부 장관           | 김현숙     | 김현숙     | 김현숙      | 김현숙      | 김현숙     | 김현숙     | 김현숙     | 김현숙     |            |             |            |        |        |        |
| 국토교통부 장관           | 원희룡     | 원희룡     | 원희룡      | 원희룡      | 박상우     | 박상우     | 박상우     | 박상우     | 박상우     | 박상우      | 박상우     | 박상우 |        |        |
| 해양수산부 장관           | 조승환     | 조승환     | 조승환      | 조승환      | 강도형     | 강도형     | 강도형     | 강도형     | 강도형     | 강도형      | 강도형     | 강도형 |        |        |
| 중소벤처기업부 장관       | 이영       | 이영       | 이영        | 이영        | 오영주     | 오영주     | 오영주     | 오영주     | 오영주     | 오영주      | 오영주     | 오영주 |        |        |

## 같이 보기
- 박근혜 정부의 국무위원
- 문재인 정부의 국무위원